# Нововоздвиженка (Одесская область)
Нововоздвиженка (укр. Нововоздвиженка) — село, относится к Любашёвскому району Одесской области Украины.
Население по переписи 2001 года составляло 83 человека. Почтовый индекс — 66504. Телефонный код — 4864. Занимает площадь 1,12 км². Код КОАТУУ — 5123383705.

## Местный совет
66504, Одесская обл., Любашёвский р-н, с. Сергеевка